# Шевченківська премія — номінація «архітектура»
В цьому списку представлено лауреатів Шевченківської премії в номінації «архітектура».
Шевченківська премія в галузі архтектури утворена 23 квітня 1969 року в результаті перетворення Республіканських премій імені Т. Г. Шевченка та Республіканських державних премій з архітектури. Нові премії дістала назву Державні премії УРСР імені Т. Г. Шевченка в галузі літератури, мистецтва і архітектури]. Перша премія в цій номінації була присуджена спільною Постановою Центрального Комітету Компартії України і Ради Міністрів Української РСР № 127 від 6 березня 1971 р. за поданням Комітету по Державних преміях Української РСР імені Т. Г. Шевченка. Номінація проіснувала 19 років, коли відповідно до урядової постанови від 12 квітня 1988 року «Про заснування Державної премії УРСР по архітектурі», в Положення про Державні премії УРСР імені Т. Г. Шевченка було внесено зміни — вилучено премії в галузі архітектури.

## Список лауреатів
| Рік  | Лауреат | Обґрунтування |
| ---- | --- | --- |
| 1971 | Маринченко Євгенія Олександрівна Жилицький Петро Натанович | за створення проекту Палацу культури «Україна» у місті Києві. |
| 1978 | Архітектори: Афзаметдинова Санія Юнусівна Юдін Віталій Леонтійович Биков Ернест Миколайович — головний конструктор проекту | за створення Кримського обласного музично-драматичного театру в місті Сімферополі |
| 1979 | Архітектори: Урсатій Георгій Антонович Холковський Валерій Михайлович Гнєздилов Василь Георгійович Інженер: Смирнова Євдокія Давидівна | Комплекс ландшафтного парку імені 50-річчя Жовтня в місті Черкасах |
| 1980 | Архітектори, автори проекту: Підлісний Зіновій Васильович Нівіна Людмила Діонісівна Зем'янкін Сергій Миколайович Корнільєв Ярослав Олександрович — інженер-конструктор, автор проекту | за житловий квартал «Сріблястий» у місті Львові. |
| 1981 | Сліпець Степан Павлович — архітектор, керівник авторського колективу Архітектори, автори проекту: Лушпа Михайло Панасович Чорнодід Андрій Юхимович Петрова Ірина Львівна — інженер-конструктор, автор проекту | за Сумський театр драми і музичної комедії імені М. С. Щепкіна. |
| 1982 | Автори художньо-декоративного оформлення театру: Сосновий Дмитро Григорович — архітектор Вільшук Василь Михайлович — скульптор Шевчук Володимир Олексійович — художник Овчар Антон Степанович — столяр-червонодеревник Лукашко Василь Миколайович — різьбяр Автор проекту театру: Сандлер Леонід Григорович — інженер-конструктор | за використання мотивів народної творчості при створенні приміщення музично-драматичного театру імені І. Я. Франка в місті Івано-Франківську. (Автор проекту театру архітектор Сліпець Степан Павлович удостоєний Державної премії Української РСР імені Т. Г. Шевченка раніше). |
| 1983 | Керівники робіт: Бутенко Михайло Петрович Стрельцов Василь Омелянович Архітектори, автори проектів: Антонов Анатолій Петрович Луценко Микола Григорович Молівєров Олександр Сергійович Підвезко Анатолій Петрович Ратушний Георгій Вадимович                                                                                      | за забудову і благоустрій центру міста Верхньодніпровська Дніпропетровської області. |
| 1984 | Архітектор, керівник авторського колективу: Штолько Валентин Григорович Архітектори, автори проекту: Грачова Алла Василівна Кабацький Олександр Олексійович Ральченко Володимир Іванович Інженер-конструктор, автор проекту: Слобода Володимир Костянтинович Будівельник: Любенко Ігор Петрович                                   | за готельний комплекс «Градецький» у місті Чернігові. |
| 1985 | Архітектор, керівнику авторського колективу: Гопкало Вадим Іванович Архітектори: Гречина Вадим Михайлович Коломієць Володимир Євпатійович Філенко Леонід Іванович Художники: Гайдамака Анатолій Васильович Мягков Віталій Олексійович Інженер-будівельник: Баруленков Валерій Володимирович                                       | за архітектуру і художнє оформлення Київського філіалу Центрального музею В. І. Леніна. |
| 1985 | Архітектори: Лось Леонід Федорович Попенко Дмитро Петрович Інженер-конструктор: Пухова Ірина Петрівна | за комплекс Республіканського науково-методичного центру охорони здоров'я матері і дитини. |
| 1986 | Архітектори: Шуляр Андрій Михайлович Оксентюк Іван Євтухович Марченко Віктор Степанович Скуратовський Василь Павлович Парубочий Йосип Семенович — агроном-озеленювач Карплюк Іван-Володимир Михайлович — будівельник | за архітектуру с. Вузлове Радехівського району Львівської області. |
| 1987 | Архітектори: Кондратський Леонід Степанович Собчук Микола Якович Фурсенко Сергій Михайлович Інженер-конструктор Стеценко Олександра Петрівна Науковий консультант Дубовий Олексій Мусійович | за обласний краєзнавчий музей у місті Черкаси. |